# Чёрный, Алексей Клементьевич
Алексе́й Клеме́нтьевич Чёрный (23 февраля 1921, м. Корюковка Черниговская губерния, Украинская ССР — 2 сентября 2002, Москва, Россия) — советский партийный и государственный деятель, председатель Хабаровского крайисполкома (1962—1970), Первый секретарь Хабаровского крайкома КПСС в 1970—1988 гг. Почётный гражданин города Хабаровска.

## Биография
Родился 23 февраля 1921 в местечке Корюковка Черниговской губернии Украинской ССР (ныне город в составе Черниговской области Украины).

Мемориальная доска А. К. Чёрному в г. Хабаровске
(здание Законодательной думы Хабаровского края)

В 1938 г. после окончания средней школы поступил в Московский химико-технологический институт им. Д. И. Менделеева, откуда в 1941 г. был переведён на специальный факультет Московского института химического машиностроения. С отличием защитив диплом, Алексей Клементьевич был направлен на военный завод в пос. Эльбан Хабаровского края, где он быстро вырос до заместителя начальника предприятия.
Вся дальнейшая жизнь А. К. Чёрного прочно связана с профессиональной партийной работой: секретарь Комсомольского-на-Амуре горкома КПСС, первый секретарь райкома КПСС района имени Лазо, второй секретарь Хабаровского крайкома партии. С 1959 по 1962 год он работал первым секретарём обкома партии в ЕАО. С 1962 по 1970 год А. К. Чёрный трудился в должности председателя Хабаровского крайисполкома. С 1970 по 1988 год, до ухода на пенсию, занимал ответственный пост первого секретаря Хабаровского крайкома партии. Большое значение Алексей Клементьевич придавал своему участию в органах советской власти. Он был депутатом Верховного Совета РСФСР (1959—1962), депутатом Верховного Совета СССР (1962—1988). Член ЦК КПСС (1971—1989).
Похоронен в Москве на Троекуровском кладбище.

## Достижения и заслуги
Большие организаторские способности А. К. Чёрного, широкая эрудиция и колоссальная работоспособность позволили ему внести большой вклад в развитие края. По его инициативе и под его личным контролем в Хабаровске были построены многие предприятия строительной индустрии: завод алюминиевых конструкций, завод объёмно-блочного домостроения, завод мостовых железобетонных конструкций и многое другое. Мощный импульс развития под его руководством получила энергетика края: возведены ЛЭП-500 «Райчихинская ГРЭС — Хабаровск — Комсомольск-на-Амуре», энергопереход через Амур, Хабаровская ТЭЦ-3. Ударными темпами были построены в пригородной зоне Хабаровска птицеводческие и животноводческие комплексы. Введены фабрика мороженого, Центральный продовольственный рынок, тепличные комбинаты, совхоз «Заря», Хабаровский комбинат рыбной гастрономии. Хабаровчане стали в достатке получать молоко, овощи и картофель, яйца, рыбные деликатесы местного производства.
Много внимания А. К. Чёрный уделял жилищному строительству, благоустройству Хабаровска. При нём возник мемориал Площадь Славы, построены гостиница «Интурист», Дом радио, краевая больница, новое здание театра музыкальной комедии, конференц-зал. Активно велось в городе строительство полносборных детских садов.

## Награды и звания
- 4 ордена Ленина (12.03.1966; 22.02.1971; 14.02.1975; 20.02.1981)
- орден Трудового Красного Знамени (29.04.1985)
- орден «Знак Почёта» (05.10.1957)
- медаль «За трудовую доблесть» (25.12.1959)
- другие медали
- 3 Золотые медали ВДНХ СССР
- Почётный гражданин города Хабаровска (19.05.1994)

## Сочинения
- Край свершений и мужества, 239 с., — М. Сов. Россия, 1982;
- Остаюсь дальневосточником, 479 с., — Хабаровск Этнос-ДВ, 1998